# Rocco et ses frères
Pour les articles homonymes, voir Rocco.
Pour plus de détails, voir Fiche technique et Distribution.
Rocco et ses frères (Rocco e i suoi fratelli) est un film franco-italien réalisé par Luchino Visconti, sorti en 1960.
Appartenant à la veine néoréaliste du cinéma italien, Rocco et ses frères conte les déboires d’une famille de Basilicate récemment immigrée à Milan.
Le titre du film est une combinaison du titre du roman de Thomas Mann, Joseph et ses frères, et de Rocco Scotellaro, un poète italien qui a décrit les sentiments des paysans du sud de l’Italie. Le scénario s’inspire d’un épisode du roman Il ponte della Ghisolfa de Giovanni Testori.
Martin Scorsese a inclus le film dans sa liste de « 39 films étrangers à voir avant de mourir » et Francis Ford Coppola cite Rocco et ses frères comme source d’inspiration pour Le Parrain (1972),,. En 2008, le film est inclus dans la liste des 100 films italiens à sauver du Ministère de la Culture, une liste de 100 films qui « ont changé la mémoire collective du pays entre 1942 et 1978 ».

## Synopsis
Dans l'Italie d'après-guerre, dans le cadre de l'industrialisation accélérée du Nord du pays et de l'émigration intérieure, du sud vers le nord, l'innocence, la naïveté et les traditions méridionales se heurtent à la réalité des temps modernes et de la vie urbaine.
Le père de la famille étant décédé en Basilicate, la mère, Rosaria Parondi et ses quatre derniers fils, Rocco (Alain Delon), Simone (Renato Salvatori), Ciro (Max Cartier) et Luca (Rocco Vidolazzi), débarquent à Milan chez Vincenzo (Spýros Fokás), le fils aîné, déjà installé et fiancé avec Ginetta (Claudia Cardinale), qui les reçoit chez ses beaux-parents. Dès leur arrivée, une dispute avec la belle-famille entraîne le départ des Parondi dans un logement social où Simone rencontre Nadia (Annie Girardot), une prostituée. Peu à peu, Simone s'installe dans une vie facile, où les traditions de labeur et de l'amour du travail n'ont plus leur place. Par facilité et sans doute par faiblesse, Simone mène une carrière de boxeur de quartier, croyant un jour pouvoir percer dans le milieu de la boxe professionnelle et offrir à Nadia la vie dont elle a toujours rêvé. Mais Simone manque de sérieux dans son entraînement et c'est son frère Rocco qui, revenu du service militaire, montre les plus belles aptitudes à la maîtrise de la boxe. Simone, dont Nadia est séparée depuis maintenant deux ans, assiste à l'ascension de son frère. Mais il apprend aussi que Rocco vit à son insu une idylle avec son ex-compagne, Nadia, et que celle-ci a abandonné le monde de la prostitution. Fou de jalousie, avec la complicité de ses amis, Simone viole Nadia devant Rocco, puis tabasse son frère, avant de l'abandonner inanimé sur le trottoir.
Rocco retrouve Nadia. Selon lui, c'est le désespoir d'avoir perdu Nadia qui l'a rendu mauvais. Alors que Nadia lui déclare que c'est lui qu'elle aime, Rocco lui demande de retourner vers Simone et met fin à leur relation. Nadia, désespérée, devient la fiancée de Simone et s'installe dans l'appartement de la famille.
Mais Simone sombre dans l'alcoolisme et la petite délinquance, abandonnant sa carrière de boxeur. Nadia quitte la maison. Simone est soudain recherché pour vol. Les autres frères veulent résoudre le problème en évitant la prison à Simone. Rocco accepte alors un contrat de dix ans comme boxeur professionnel, pour éponger les dettes de Simone. Les frères acceptent à regret cette solution, à condition que Simone disparaisse de Milan.
Pendant que son frère dispute son premier combat professionnel, qu'il va remporter, Simone, qui n'est plus que l'ombre de lui-même, retrouve la trace de Nadia. Il la supplie de revenir à lui. Devant son refus, Simone la tue à coups de couteau.
La famille fête la victoire de Rocco, en invitant tous les voisins. Rocco veut conclure en exprimant son désir de retourner un jour vivre au pays. Simone fait alors irruption. Rocco l'entraîne dans une chambre. Simone lui avoue son forfait et exige tout l'argent disponible. Les cris attirent toute la famille. Contrairement aux attentes de tous les autres, Rocco prend la défense de Simone, considérant qu'il est lui-même coupable de son comportement. Ciro quitte la maison.
Quelques jours plus tard, Simone est arrêté. Le petit Luca vient trouver Ciro devant l'usine où il travaille. Ciro lui explique que c'est la dureté des conditions de vie qui est responsable de la folie de Simone. Il lui dit aussi que Rocco est un saint qui pardonne toujours à tout le monde, mais qu'il ne faut pas toujours pardonner. Il lui prédit encore l'avènement prochain d'un monde meilleur. La sonnerie de l'usine met fin au discours. Luca s'en va ; passant devant les rangées d'affiches qui annoncent un prochain combat de son frère, il les caresse de la main.

## Fiche technique
- Titre : Rocco et ses frères
- Titre original : Rocco e i suoi fratelli
- Réalisation : Luchino Visconti
- Scénario : Luchino Visconti et Vasco Pratolini sur un sujet de Suso Cecchi D'Amico, d'après un extrait du roman Le pont de la Ghisolfa (Il ponte della Ghisolfa) de Giovanni Testori (1958) ; adaptation et dialogues de Suso Cecchi D'Amico, Pasquale Festa Campanile, Massimo Franciosa, Enrico Medioli, Claude Brulé et Luchino Visconti.
- Production : Goffredo Lombardo pour Titanus et Les Films Marceau
- Photographie : Giuseppe Rotunno
- Musique : Nino Rota
- Costumes : Piero Tosi
- Montage : Mario Serandrei
- Format : Noir et blanc — 35 mm — 1,85:1 — son : mono
- Genre : Film dramatique, Film policier, Boxe
- Durée : 169 minutes (version courte) 192 minutes (version intégrale)
- Dates de sortie : 
  - Italie : 6 septembre 1960
  - France : 10 mars 1961

## Distribution
- Alain Delon (VF : Lui-même) : Rocco Parondi
- Renato Salvatori : Simone Parondi
- Annie Girardot (VF : Elle-même) : Nadia
- Claudia Cardinale : Ginetta, la fiancée puis femme de Vincenzo
- Katína Paxinoú (VF : Lita Recio) : Rosaria Parondi
- Spýros Fokás : Vincenzo Parondi
- Max Cartier (VF : Maurice Sarfati) : Ciro Parondi
- Rocco Vidolazzi : Luca Parondi
- Alessandra Panaro : Franca, la fiancée de Ciro
- Corrado Pani (VF : Serge Sauvion) : Ivo, un ami de Simone
- Claudia Mori : une employée de la blanchisserie
- Adriana Asti : une employée de la blanchisserie
- Enzo Fiermonte : boxeur
- Nino Castelnuovo : Nino Rossi
- Rosario Borelli : un tenancier de salle de jeu
- Renato Terra : Alfredo, le frère de Ginetta
- Roger Hanin (VF : Lui-même) : Morini
- Paolo Stoppa (VF : Henri Vilbert) : Cecchi
- Suzy Delair (VF : Elle-même) : Luisa, la patronne de la blanchisserie
- Luigi Basagaluppi : (pas mentionné)
- Sauveur Chiocca : (pas mentionné)
- Bruno Fortilli : (pas mentionné)
- Becker Masoero : la mère de Nadia (pas mentionnée)
- Rocco Mazzola (it) : (non crédité)
- Felice Musazzi : (non crédité)
- Eduardo Passarelli : (non crédité)
- Emilio Rinaldi : (non crédité)
- Gino Seretti : (non crédité)
- Franca Valeri : Veuve (non créditée)

## Production
- La préparation du scénario fut partagée en « blocs narratifs », chacun centré autour d'un des cinq frères Parondi. Suso Cecchi D'Amico fut, comme à l'accoutumée, chargée d'établir le scénario définitif. Luchino Visconti attachait, évidemment, beaucoup d'importance aux personnages et aux comédiens susceptibles d'incarner ces rôles. Sur ce point, il fut, comme souvent, inflexible. Le choix des acteurs fut d'ailleurs une des pommes de discorde qui provoqua la rupture avec le producteur Franco Cristaldi.
- Pour Simone, le frère criminel, Visconti s'est inspiré du caractère authentique de Renato Salvatori[6], homme sentimental, très lié à sa mère mais aussi excessivement passionné et capable d'accès de violence incontrôlée. Annie Girardot lui paraissait idéalement propre à incarner Nadia, la demi-mondaine qu'aime Simone. Visconti l'avait précédemment dirigée au Théâtre des Ambassadeurs à Paris, en 1958, aux côtés de Jean Marais, dans la pièce Deux sur la balançoire. Il avait remarqué son tempérament mélancolique, dû aux blessures de son existence : la séparation d'avec sa mère et la morphinomanie de son père. Katína Paxinoú, familière des rôles d'Électre et de Jocaste, n'eut, pour sa part, aucune difficulté à camper le rôle de cette mère « mélodramatique, nerveuse, envahissante, autoritaire... », à la façon d'Anna Magnani, telle que la désirait Luchino Visconti. « Cette Hécube lucanienne, c'est un peu la Grèce », remarquait Katína Paxinoú. Quant à Rocco, il constitue l'hommage de Visconti à Rocco Scotellaro, cet écrivain originaire de Lucanie, un de ceux qui firent entendre « la voix profonde » du Sud. Dès qu'Olga Horstig, agent des grandes vedettes françaises, lui présenta Alain Delon, Visconti reconnut, d'emblée, le protagoniste recherché. « J'avais besoin, dira Visconti, de cette candeur...Si on m'avait contraint à prendre un autre acteur, j'aurais renoncé à faire le film. D'autant qu'il a la mélancolie de qui se sent forcé de se charger de haine quand il se bat, parce que, d'instinct, il la refuse. »  Ciro, interprété par Max Cartier, apparaît, selon le critique Freddy Buache, comme le héros positif de cette œuvre. Il est la conscience lucide du réalisateur qui, rejetant la nostalgie et le fatalisme, s'inscrit dans la courbe irrépressible du mouvement de l'Histoire. « Il a cessé de ne se définir que par son passé et son présent ; il fonde sa dignité sur son devenir. Avec Ciro, l'œuvre ample de Visconti devient enfin ce qu'elle est : un inoubliable et bouleversant cri de liberté », conclut Freddy Buache.

## Musique
En introduction et à la fin du film, la chanson Paese Mio (Mon Pays) est interprétée par Elio Mauro (it) avec une mélodie de Nino Rota. Elle exprime, en dialecte, la nostalgie d'un homme qui a dû quitter sa terre natale. Sur le train on peut distinguer une pancarte indiquant Bari - Milano.

## Analyse
La critique a fait le rapprochement avec L'Idiot de Fiodor Dostoïevski.
Rocco et ses frères et le 3ème film d'une trilogie dans l'œuvre de Visconti, dans lequel il étudie l'Italie des indigents. De la région natale des protagonistes, les membres de la famille Parondi, rien ne nous sera montré. Le film débute à leur arrivée en gare de Milan. Le long métrage se présente en cinq parties, chacune portant le nom de l'un des membres de la fratrie. Toutefois, l'histoire se recentre davantage sur les personnages de Simone et Rocco. On sait qu'ils s'entrainent dans le même club de boxe. Une femme, en la personne de Nadia, une prostituée, va être à l'origine de la détérioration des rapports entre les deux frères.
Rocco et Simone pourraient faire figure de Romulus et Remus. Mais, comme ces figures de la mythologie romaine, chaque personnage, l'un volontiers rude et instinctif, l'autre plus réceptif et ouvert, en arrivent à s'opposer violemment dans le vécu de leur amour pour la même femme.
Le choix des comédiens est d'une importance capitale dans l'attirance qu'exerce ce film, même encore de nos jours. La distribution est réussie, insérant des acteurs de plusieurs nationalités .

## Box-office
- Union Soviétique : moins de 20 millions[10]
- Italie : 10 220 365[11]
- France : 2 169 890[11]
- Allemagne : 1 862 000[11]
- Monde (incomplet) : au moins 30 millions d'entrées.

## Distinctions
- Mostra de Venise 1960 : Grand prix du jury et prix FIPRESCI
- Prix de la fédération internationale de la presse cinématographique